# 古朝鮮語
，指的是古朝鲜到高麗時代初的朝鮮語。古朝鲜语是朝鲜语最早期的发展阶段，以统一新罗时期的语言为代表。
古朝鮮語的範圍大致在朝鲜半岛南部。弁韩语、马韩语和新罗语（前身辰韩语）都出自古朝鲜语，但随着两千多年的演变，语言也有所改变，可以从分裂60年后的朝鲜语/韩国语的例子里看出这种现象。
三國時代以前的朝鮮語資料很缺乏，唯一幸存的文学作品是被称作“乡歌”的十几首白话诗，但我們可以從歷史文獻裡的新罗、伽倻的地名、人名的漢字表記、契经、碑文、木简、中国史书的三韩记载的78个部落名裡約略一窺其究竟。這些資料，不論在中國或朝鮮半島的歷史書，甚或各地的地方方志中亦有記載。不同學者對於古朝鮮語和中古朝鮮語的分歧存在爭議，部份人認為古朝鮮語在高麗王朝晚期完結，部份人認為在朝鮮王朝早期完結。因为所有材料都以音近的汉字书写，所以我们无法直接地确知古朝鲜语音值。
根据中国史书的记载，三個國家用的語言都不一样，高句丽语、百济语、扶余语、沃沮语、东濊语等语言相似，和包括新罗语在内的三韩语言区别明显。
古朝鲜语和任何非朝鲜语间的联系都尚未得到毫无争议的证明。

## 历史与分期

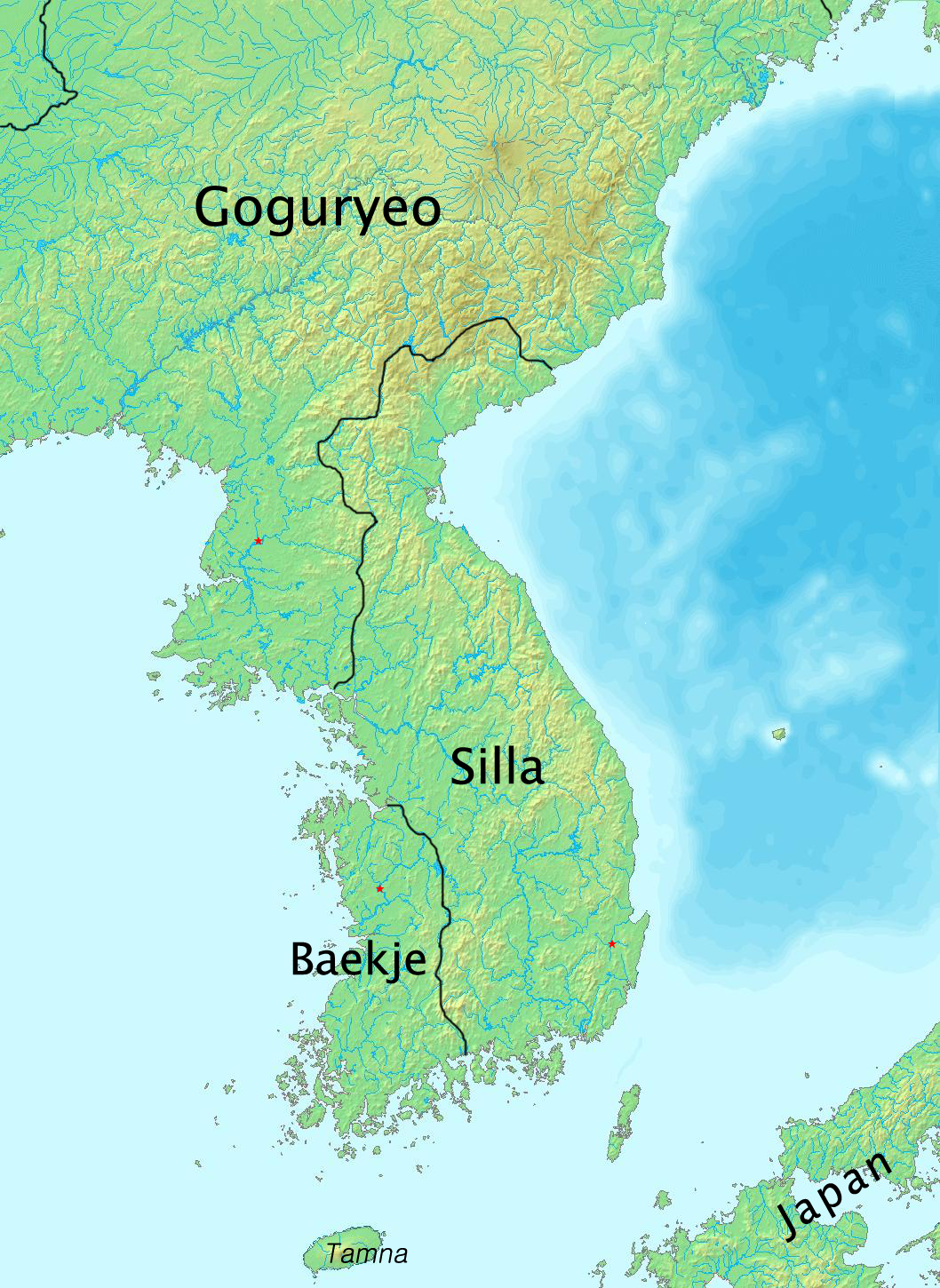
576年朝鲜三国

古朝鲜语一般被定义为是新罗（公元前57–公元936），特别是统一新罗时期（668–936）的语言。:421原始朝鲜语是朝鲜语语言的假设祖先，主要是通过对朝鲜语后期形式进行内部构拟，这和有直接证据的古朝鲜语不同。
甚至在发现的最古老的新罗铭文中也可能存在古老的朝鲜语语义影响，这是一座在441或501年竖立的古汉语石碑。:41–42朝鲜语句法和语素在6世纪中晚期第一次出现在新罗文本中，:55:183–191统一新罗时期，此类白话语素的使用变得更广泛。

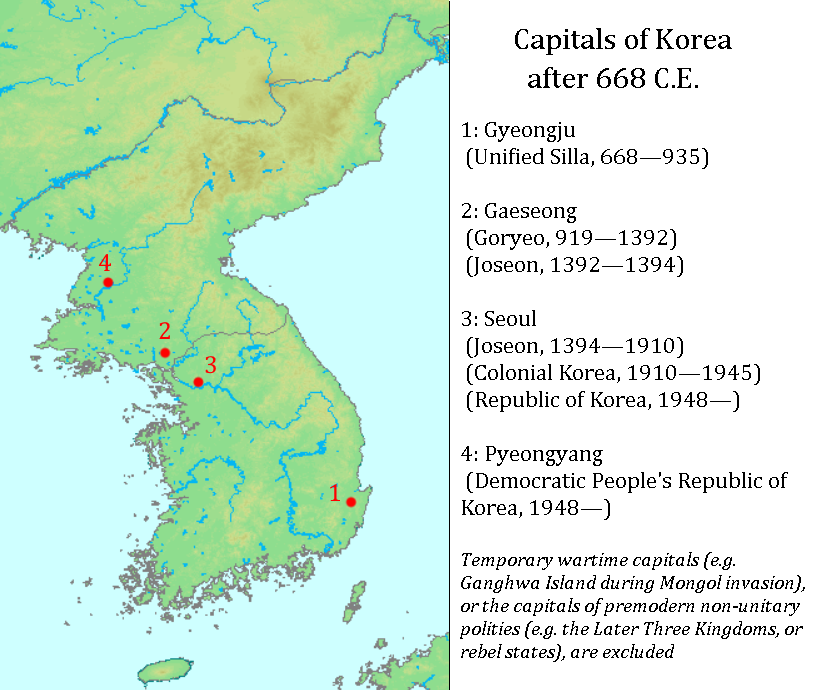
朝鲜历代首都，包括开京和新罗首都庆州市

最开始，新罗只是朝鲜三国之一，在6世纪法兴王和真兴王治下才兴起。:38–39经过又一个世纪的冲突，新罗国王与唐朝结盟，于660年破百济，668年灭高句丽—并统一了朝鲜半岛南部三分之二的地区。:42–46政治统一促使新罗的语言成为朝鲜半岛的通用语，最终使百济语和高句丽语渐渐灭绝，使它们只能作为底层残留在现代朝鲜语方言中。:47–48中古朝鲜语和现代朝鲜语，也就是新罗古朝鲜语的直接后裔。:77–79:440
关于其他两种语言的材料保存极少，但大多数语言学家同意它们都与新罗的语言有关。:48对于是否将高句丽和百济语言归类为古朝鲜语变体，还是相关但独立的语言，意见不一。李基文和S. Roberts Ramsey在2011年提出，相互理解的证据不足，语言学家应该“将三种语言的片段视为代表三个独立的语料库”。:48早在2000年，Ramsey和Iksop Lee就注意到这三种语言通常被归类为古朝鲜语，但指出“明显的不同之处”并将新罗语确定为“真正意义上的”古朝鲜语。:274, 276南奉铉和亚历山大·沃文则将三国的语言都归类为古朝鲜语的区域方言:51李升载为代表的其他语言学家，则将新罗语和百济语归为古朝鲜语，但排除了高句丽语。:18–19LINGUIST列表将新罗作为古朝鲜语的同义词，同时承认该术语“经常用于指代三种不同的语言”。
新罗在八世纪后期开始长期衰落。到10世纪初，朝鲜半岛进入后三国时期：新罗和地方权贵建立的两个新王国。高丽便是后者之一，于935年获得新罗朝廷的投降，并于次年统一了国家。:69–74韩国的政治和文化中心从此成为高丽首都开京（现代开城市），位于朝鲜半岛中部。在此期间，朝鲜的声望方言也从新罗东南腹地方言转移到开庆的中央方言。:77–79:440继李基文在1970年代的工作之后，旧朝鲜语的结束传统上与该国政治中心的10世纪变化有关。:40–41
2003年，韩国语言学家南奉铉提议将旧朝鲜时期延长至13世纪中叶。:51他的论点集中在朝鲜语释经上。他确定了13世纪之前新罗时期文本和注解之间的语法共性，这与13世纪后注解和15世纪朝鲜语的结构形成对比。13世纪的变化包括专用的条件语气标记、古名词化后缀-n和-l功能收缩为表示定语，消除了名词否定和动词否定之间的区别，以及重要性标记后缀-ms的丢失。:18–19
南奉铉的论文在韩国学术界的影响力越来越大。在2012年的一篇评论中，金有品指出“最近的研究倾向于将13世纪作为[古朝鲜语]的结束日期...有人认为，韩国语言历史的一般分期中，[只有语言]在高丽建国之前被认为是古朝鲜语，需要修改。”俄裔美国语言学家亚历山大·沃文（Alexander Vovin）也认为12世纪的数据是“晚古朝鲜语”的例子。另一方面，李升财和黄仙叶:19–21等语言学家继续使用旧的分期法，最近的主要英语资源如2011年的《朝鲜语史》:77–79和2015年的《Blackwell朝鲜语言学手册》也是如此。:421

## 古朝鲜语资料来源

### 乡歌文学

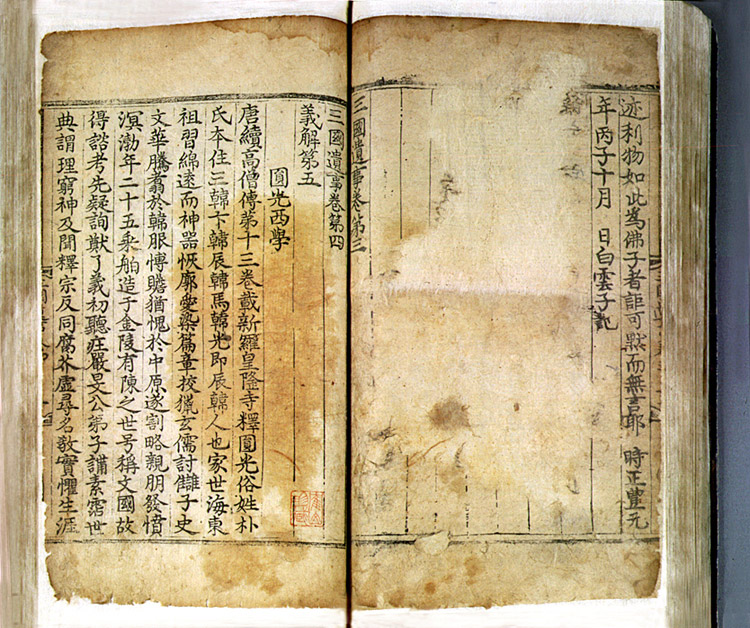
大多数保存下来的新罗乡歌记录于《三国遗事》

从新罗幸存下来的唯一韩语文学是现在被称为“鄕歌”（향가）的白话诗。:50–51, 57–58
乡歌是新罗时期一种蓬勃发展的文派，888年甚至在皇室的委托下出版了一本选集。:50–51, 57–58该选集现已轶失，只有25部作品幸存下来。僧侣一然在1280年代编纂的史书《三国遗事》中记录了14首乡歌，:134书中还详细介绍了它们是如何创作的。:43–65这些介绍可以追溯到600到879年间。大多数《三国遗事》中的乡歌来自八世纪。:50–51, 57–58960年代佛教僧侣均如创作了另外11首乡歌:50–51, 57–58，保存在1075年的传记中。:6–7李基文和Ramsey认为高句丽的乡歌也可以代表“新罗诗”，:50–51, 57–58不过南奉铉坚称《三国遗事》诗和高句丽诗之间存在显着的语法差异。
由于乡歌的编写和它们现在幸存的作品的记录之间有几个世纪的间隔，因此中途可能发生文本损坏。:34–52:79原先认为是一然新罗时代的一些诗歌现在被发现其实是高句丽时期的。:45:202南奉铉则认为大部分《三国遗事》诗都是可靠的古朝鲜语材料，因为一然是通过“非常保守”的方言学习佛教经典的，他从而可以完全理解新罗语言。:2–3, 24–25朴永植为首的其他学者指出了诗中的13世纪语法要素，同时承认乡歌的主体部分是古朝鲜语。
乡歌到朝鲜时代（1392–1910）就已经无法解释了。:13–14朝鲜古代诗歌的现代研究始于朝鲜日治时期（1910–1945）的日本学者，1929年小仓慎平率先复原了所有25首乡歌。:377–381:54–59最早的重建由韩国学者杨楚东于1942年作出，他同时纠正了小仓的许多错误，例如正确识别是*-k的音标。:59–65金完真在1980年的分析确立了许多乡歌正字法的一般原则。:651990年代以后对乡歌的解释，例如2010年代的南奉铉的解释，借鉴了新发现的高丽文本提供的对早期朝鲜语语法的新理解。:63
尽管如此，许多诗歌仍然知之甚少，它们的音韵尤其不清楚。因为数据的不透明性，自最早的日本研究人员:381–382以来，学者们一直习惯于使用中朝语词库来转写他们的乡歌构拟，一些语言学家继续在他们的分析中不合时宜地预测甚至非词汇的中朝语词素。:92–93

### 铭文
新罗铭文也记录了古老的朝鲜语词素。即使在现存最古老的新罗铭文中，也发现了存在白话影响的特殊汉语词汇，这是一块位于浦项市的石碑，时间可以追溯回441或501年。:41–42然而，这些早期的铭文“只不过是对文言文句法的细微改动”。:55

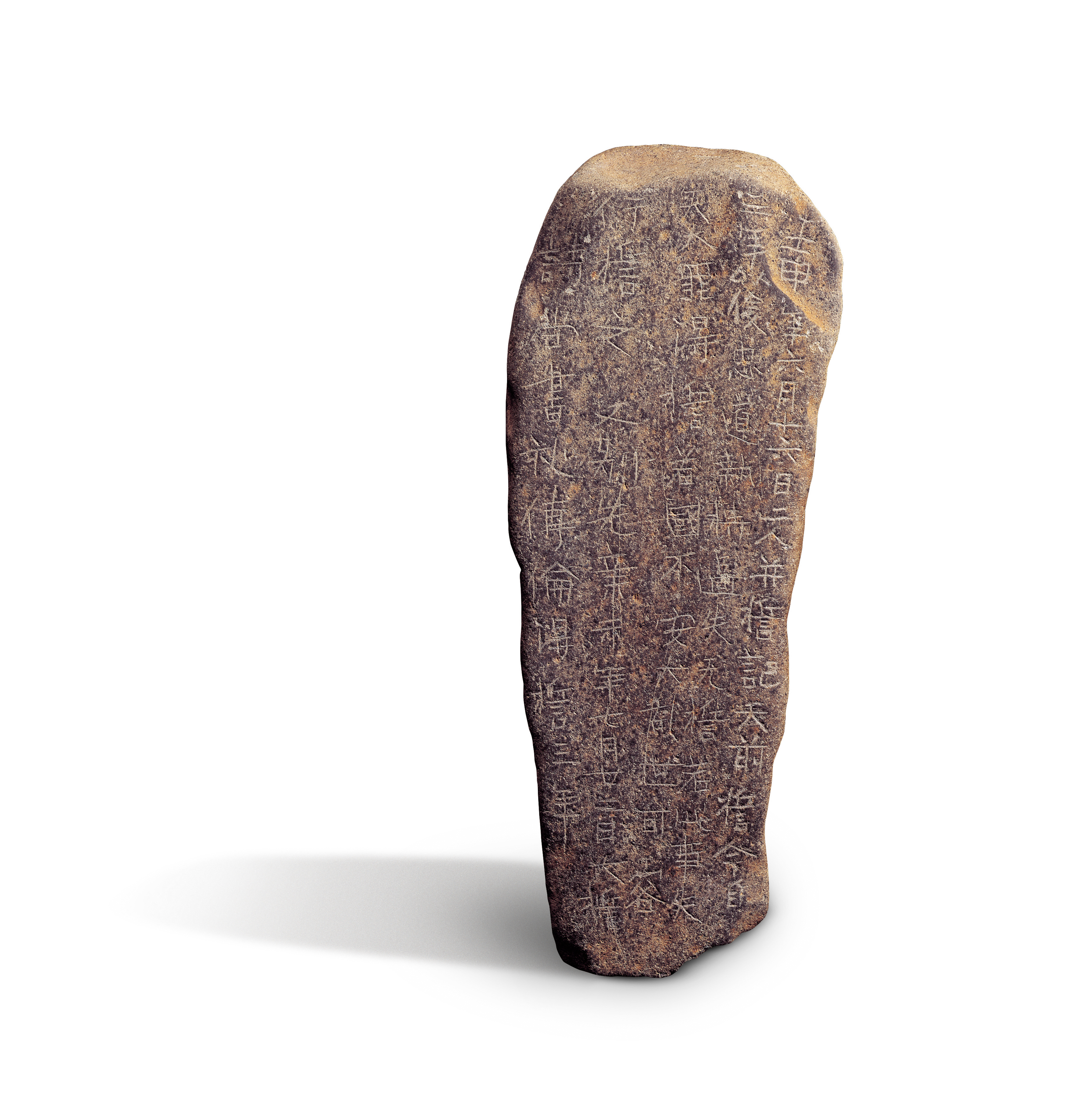
使用古朝鲜语句法的壬申誓记石，刻于552/612年。

六、七世纪的铭文展示了更完善的用汉字表示朝鲜语的方式。一些铭文通过汉语同义词直接表示功能语素。:55其他的则只使用古汉语词汇，但完全按朝鲜语句法重新排序。例如庆州市一座堡垒前纪念其落成的551碑，“开始建造”用的是，而文言文正确语序是“始作”，展现朝鲜语的主宾动语序。:46壬申誓记石立于552年或612年，:55也可用于说明：
| 文言文:52  | 誓三年倫淂詩尙書傳                                       |
| 句意       | 我们发誓要依次学习《诗经》《尚书》《礼记》《左传》三年。 |
| 朝鲜语原文 |                                                          |

还发现了其他使用朝鲜语语句法排列汉语语素，并对某些朝鲜语功能语素使用汉语同义词的6世纪铭文，包括带有皇家法令或庆祝公共工程的石碑，以及6世纪皇室成员在巡游时留在蔚州的石刻。:45–49统一新罗时期的一些铭文继续只使用来自古汉语的词，即使它们是根据朝鲜语语法排列的。:42–43然而，该时期的大多数铭文都更明确地书写了古朝鲜语语素，依赖于汉语音义相近的词。这些统一新罗代的铭文通常是佛教性质的，包括雕刻在佛像、佛钟和塔等。:42–43

### 木简

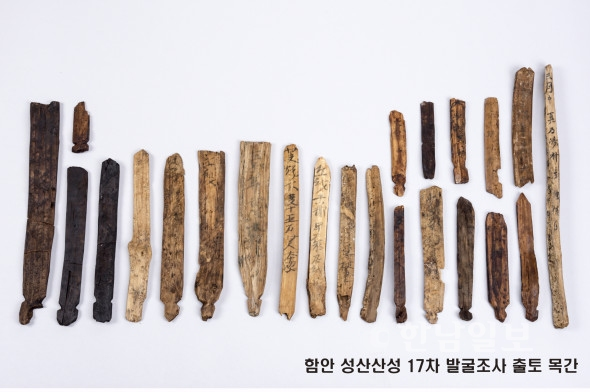
6世纪木简残片，出土于咸安郡 (韩国)

古朝鲜书吏常在竹简和木简上书写，它们统称“木简”。:17–20到2016年，考古学家已经发现了647片木简，其中431片来自新罗。:392–393木简是宝贵的原始语料，它们主要由低级官员撰写并可以反映他们的日常用语，这与其他由熟习汉语的高级精英主编的文本不同。:17–20大多数已发现文本是农产品清单，因此它们还提供了有关数字、量词和普通名词的其他稀有信息。:484–486
现代木简研究开始于1975年。:199随着1990年代红外线影像科学的发展，人们可以阅读许多以前无法破译的文本，:389并在2004年出版了迄今为止发现的木简的综合目录。出版以来，学者们积极依赖木简数据作为重要的一手资料。:168
木简可分为两大类。:208–209大多数幸存的单据是在运输过程中附在货物上的标签木简，:471, 477其中包含有关产品的定量数据。:471, 477文件木简则包含地方官员的行政报告。:208–209长文件木简在新罗统一之前很常见，统一新罗期间的则主要是标签木简。:37, 41, 62少数文本不属于这两类，其中有一份是2000年发现的零碎的乡歌，:208–209还有一些可能与龙王崇拜的仪式有关。:66–77
最早的古朝鲜语直接证明是6世纪中叶的文件木简，由李升宰首先在2017年破译。:183–191这片木简有村长向上级官员的报告，:180–181句法是古朝鲜语的，还有4个没有争议的古韩语虚词（下面以粗体显示），以及几个可能的实词。:183–191
| 221号木简 | 构拟及语法功能（李升宰 2017）         | 翻译（李升宰 2017）:489–490 |
| --------- | ------------------------------------- | --------------------------- |
|           | *tasəm 從-kje-n（敬语-名词化）        | 5人计划走快点               |
|           | *人-i 人 鳴（连词）                   | 人们悲痛欲绝                |
|           | *不行-kje-n-ul 白（敬语-名词化-宾格） | “不能去”，[我]报告道        |

### 其他文本材料
在8世纪的汉语佛教著作中发现了古老的朝鲜语注解。:43:105类似于日语的汉文训读传统，:3–4这些注释提供了古朝鲜语格标记、接尾辞和音标，可以帮助朝鲜语母语者用他们自己的语言朗读文言文文本。740年版《华严经》（现藏于日本东大寺）中这三种注释的例子如下。
| 文言文原文   | 尒時精進慧菩薩白法慧菩薩言        |
| 现代汉语     | 那时精进慧菩萨问法慧菩萨          |
| 古朝鲜语注释 | 尒時精良進慧菩薩白法慧菩薩言      |
| 现代汉语注释 | 那时-方位格，精进慧菩萨问法慧菩萨 |

| 文言文原文   | 則爲不淨，則爲可猒                                |
| 现代汉语     | [那]它是一个不洁的东西，是一个不被喜欢的东西      |
| 古朝鲜语注释 | 則爲不淨厼則爲可猒                                |
| 现代汉语注释 | [那]它是一个不洁的东西-连词，是一个不被喜欢的东西 |

| 文言文原文   | 无邊種種境界                        |
| 现代汉语     | 各种各样的无边境界                  |
| 古朝鲜语注释 | 无邊種種叱境界                      |
| 注释目的     | 表明“種種”在朝鲜语本土词中有*-s尾。 |

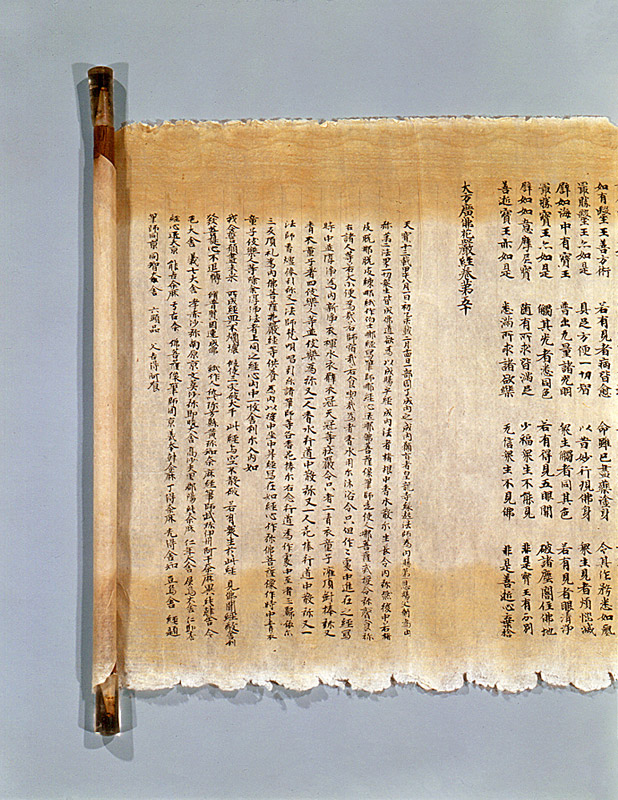
《华严经》新罗本，写于754–755年间

在东大寺也发现了新罗人口登记册中包含旧朝鲜语素的部分，日期可能是755或695、815、875年。:65–66, 77–79
朝鲜史书《三国史记》和《三国遗事》尽管以文言文写成，仍然提供了一些专有术语的词源。不过这些词源的可靠性仍然存在争议。:52–53
非朝鲜语文本也能提供有关古朝鲜语的信息。6世纪中国史书《梁书》中的一段抄录了七个新罗词：一个是“设防”，两个是“村”，四个是与服饰有关的词。其中三个服装词具有中朝同源词，但其他四个词仍然“无法解释”。:588世纪日本史书《日本书纪》还保留了一个新罗语的句子，通过上下文推测是某种誓言。:42

### 专有名词
《三国史记》、《三国遗事》和中日文献记录了很多新罗的专有名词，包括人名、地名和头衔。这些通常以两种不同的形式给定：一个用汉字记音，转录古朝鲜语音素。地名尤其如此；它们在757年由皇家法令标准化，但来源保留了那之前和之后的形式。通过比较两者，语言学家可以推断出许多古朝鲜语音值。:37–40, 51
| 757年后                                                                     | 永同郡 |
| 757年前                                                                     | 吉同郡 |
| “吉”记录古朝鲜语*kil-“长”，在757年后转以“永”表示，与中古朝鲜语kil-同源。:52 |        |
| 757年后                                                                     | 密城郡 |
| 757年前                                                                     | 推火郡 |
| “推”记录古朝鲜语*mil-“推”，在757年后转以“密”表示，与中古朝鲜语mil-同源:52   |        |

### 非文本
现代朝鲜语对汉字有自己的一套发音，称为汉字语。:123–124部分汉字语形式反映了上古汉语或早期官话的发音，不过大多数现代语言学家认为，汉韩语的主要层次来自唐朝长安的中古汉语声望方言。:68–70:216–221:13–15, 209–211
古朝鲜语使用者对中古汉语语音的感知是汉字语的直接来源，:26–31因此古朝鲜语音素可以通过汉字语和中古汉语的比较大致推断出来。:55例如，中古汉语、中世朝鲜语和现代朝鲜语都有不送气清软腭塞音/k/和送气的/kʰ/间的音位对立。然而，汉字语中两者一般都反映为/k/，这表明古朝鲜语中不存在/kʰ/。:64–65
古朝鲜语音系还可以通过检查其他语言的借词来实现，比如中古蒙古语，特别是上古日语。:58–59

## 文字
所有古朝鲜语均以汉字书写，汉字同时用于借音或借义以表示口语。:62带古朝鲜语词素、以古朝鲜语句法编排且只由汉字书写的最早文本没有直接体现出任何本土虚词。:55朝鲜文官们最终想出了4种用汉字记录古朝鲜语的方法：

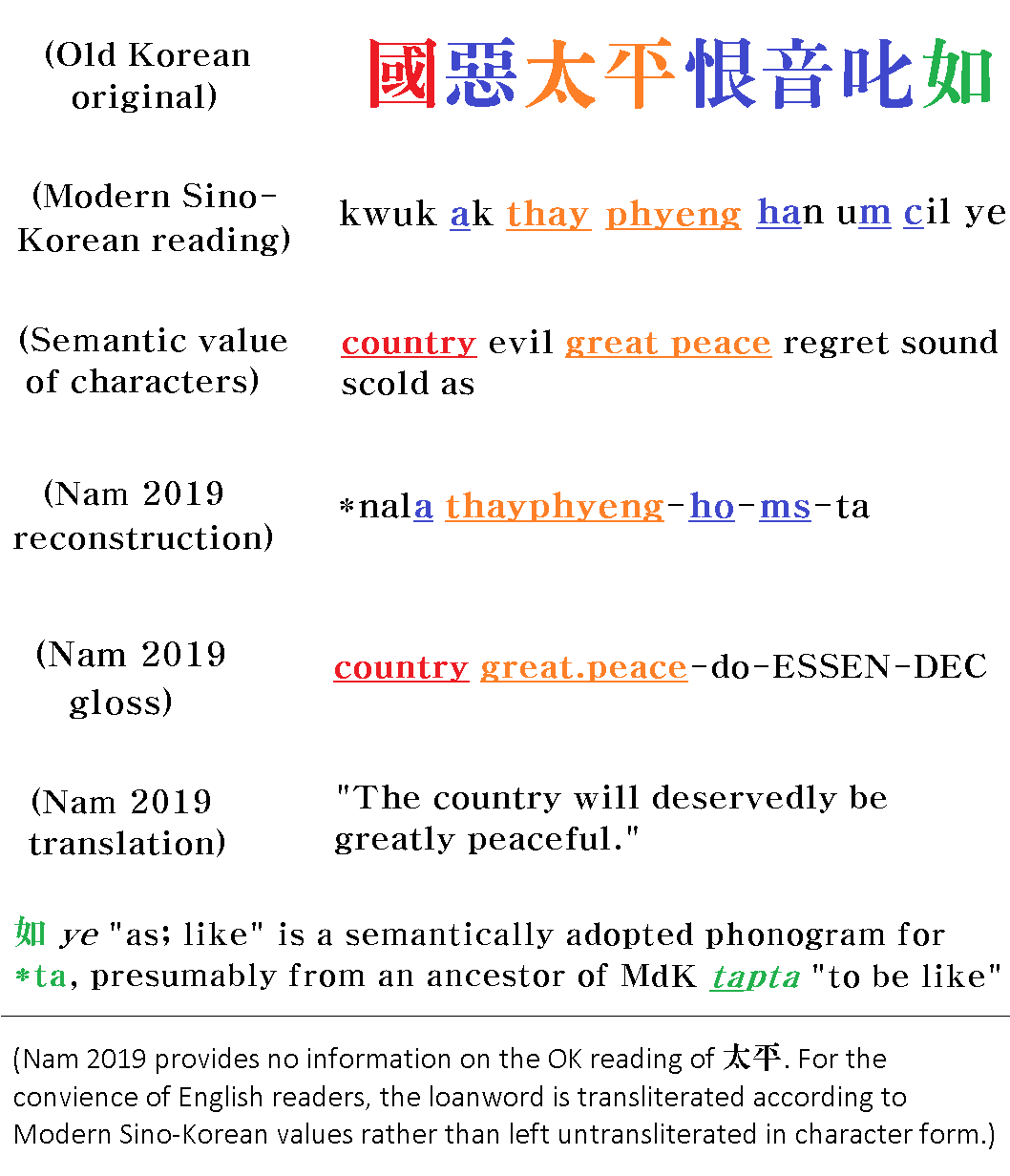
乡歌第756首《安民歌》第10句的分析。红色表示训读字，蓝色表示音假字，橙色表示音读字，绿色表示训假字。

- 音读字：直接搬用中古汉语的语音和语义。[36]:98
- 训读字：将本土词和被视作本土词的借词用中古汉语的同义字书写，即只保留汉字字义。[36]:99
- 音假字：将本土语素，通常是语法词，用中古汉语同音字书写。[36]:100
- 训假字：将本土语素用汉字表示，该汉字的训读发音与语素的发音相近。[36]:101训假字既不保留汉字字义也不保留汉字字音。

通常很难断定一段文本中的某个字用的是哪种方法。:59据南奉铉2019年的解释，第756首乡歌《安民歌》的最后一句同时包含4种方式，如右图所示。:45
古朝鲜语中，大多数实词都用训读书写，虚词则用音假书写。:91在韩国学术界，这种做法被称为“訓主音從”。:12–17如下面的8世纪《献和歌》中，屈折过的动词“獻乎理音如”（献给-目的语态-预期体-重要性-陈述语气）以训假字“獻”开头，后边跟着3个音假字和1个表示语态、体和重要性的训假字。“訓主音從”是新罗正字法的特征，:262–275百济木简中没有。:275–283
古朝鲜语书写的另一种习惯称为“末音添記”：将已经用读字表示的朝鲜语词的末音节或韵尾再用假字表示一遍。:85–89这有点像英语里1st“第一”里的那个“-st”。:103–105因为最后一个假字可以表示一个单独的辅音，古朝鲜语文字实际上有全音素文字的特性。:119–120
| 词义 | 古朝鲜语                  | 意符 | 音符 | 辅音假字音值:379–280 | 现代汉字语读法     | 中世朝鲜语同源词 |
| ---- | ------------------------- | ---- | ---- | -------------------- | ------------------ | ---------------- |
| 夜   | :92                       | 夜   | 音   | *-m                  | 야음 ya um         | pam              |
| 路   | :93                       | 道   | 尸   | *-l                  | 도시 two si        | kil              |
| 城   | :93–94                    | 城   | 叱   | *-s                  | 성질 seng cil      | cas              |
| 千   | :94                       | 千   | 隱   | *-n                  | 천은 chen un       | cumun            |
| 唯   | :94–95                    | 唯   | 只   | *-k                  | 유지 ywu ci        | wocik            |
| 60   | （咸安成山木简221号）:383 | 六十 | 𢀳   | *-p                  | 육십읍 ywuk sip up | lywuksip         |
| 川   | :85–89                    | 川   | 理   | 音节                 | 천리 chen li       | nali             |
| 岩   | :85–89                    | 岩   | 乎   | 音节                 | 암호 am hwo        | pahwoy           |

不同于大部分继承自中古汉语的现代汉字语，古朝鲜语假字部分基于字的上古汉语读音。例如，中古汉语以母*j字用于转写古朝鲜语流音，反映以母上古汉语为*l。“所”和“朔”在古朝鲜语正字法中有同样的元音，都反映上古汉语*a。中古汉语中前者是双元音*ɨʌ，后者是单元音*ʌ。:65–67
部分是因为这种仿古习惯，一些最常见的古朝鲜语假字仅部分地与汉字的中古汉语或中世朝鲜语音值相关联。李基文和S. Robert Ramsey引用了下面给出的这些6个“问题假字”。:60–62
| “问题假字” | 古朝鲜语  | 现代汉字语 | 中古汉语（白一平转写） | 上古汉语（沙加尔-白一平2014） | 解释 |
| ---------- | --------- | ---------- | ---------------------- | ----------------------------- | --- |
| 良         | *a~e      | lyang      | ljang                  | *[r]aŋ                        | 107–120}不过木简数据支持*a。:36–39也可能是训假字。:36–39                                                                        |
| 旀         | *mye      | mye        | mjie                   | *m-nə[r]                      | 李基文和Ramsey认为该假字有问题，因为中古汉语mjie到8世纪已经不是双元音，因此朝鲜语读法反映“特别古老的读音”。:60–62               |
| 遣         | *kwo      | kyen       | khjienX                | *[k]ʰe[n]ʔ                    | 可能读作*kye或*kyen，:125–133但支持*kwo的证据也很强。:15–16                                                                     |
| 尸         | *-l       | si         | syij                   | *l̥[ə]j                        | 保留上古汉语边音声母。:347–348:200–201                                                                                          |
| 叱         | *-s       | cil        | N/A                    | N/A                           | 94}保留了“叱”带声母*s-的古读法。也可能是朝鲜人自己创造的“叱”的同形字，也许是“時”的简化。:5–6也有可能受汉语-梵语转译系统的影响。 |
| 只         | *ki / *-k | ci         | N/A                    | N/A                           | 可能反映章母的软腭音来源。:167–182                                                                                              |

新罗文士还发展了中国没有的朝鲜汉字。:329–342, 444–448
| 新罗汉字 | 用途       | 来源                      |
| -------- | ---------- | ------------------------- |
| 太       | 表示“豆”   | 从大从一点表示豆的会意字  |
| 椋       | 表示“谷仓” | 从“木”从“京”的会意字      |
| 丨       | 表示*ta    | 训假字“如”的简化，表示*ta |
| 𢀳       | 表示*-p    | 表示*-p的音假字“邑”的简化 |

朝鲜汉字语读音一般分为三类：吏读、口诀和乡札。吏读主要用于翻译。在古朝鲜语时期之后的完整形式中，会将古汉语文本重新以朝鲜语句法排列，并根据需要添加朝鲜语语功能语素，从而产生了“高度汉化的朝鲜语书面形式”。:53–56:110–113总体上这和日语的汉文训读系统很像。“口诀”系统的创建是通过提供朝鲜语语注解来帮助理解文言文文本。:82–87又可分为13世纪之前的“说明口诀”，其中注解提供了足够的信息，足以用朝鲜语白话直接阅读中文文本；13世纪之后的“连续口诀”，无法通过它进行完整翻译。:46“乡札”指的是用来书写没有古汉语参考的纯古朝鲜语文本的系统。:57不过李基文和S. Robert Ramsey指出，古朝鲜时期吏读和乡札的“意图”不同，但涉及“相同的转写策略”。:57苏钟学2011年对韩国学术的评论也表明，大多数现代韩国语言学家认为这三者涉及“相同的概念”，并且它们之间的主要区别在于目的而不是任何结构上的差异。

## 音系
古朝鲜语的音系系统不能“有任何确定性”地建立，:63其研究主要依赖于逆推中世朝鲜语音素。:56–57

### 韵律
15世纪的朝鲜语是一种声调或高低重音语言，正字法区分3种声调：高调、升调、降调。:73升调被分析为双音拍音节内的先低调后高调。:163–165
15世纪汉字语的声调大致可以和中古汉语声调对应：平声对应中世朝鲜语的低调，上声和去声对应升调或降调，入声对应高调。这些对应表明古朝鲜语和中古汉语共享某种形式的超音段形式，或许是像中世朝鲜语那样的声调系统。:432–433新罗佛经中的注音表明，早在8世纪，汉字语就涉及3个声调范畴，无法区分上声和去声。:152–155
另一方面，李基文和S. Roberts Ramsey为首的语言学家认为古朝鲜语原本的韵律比汉字语更简单，汉语声调的影响是朝鲜语声调生成的原因之一。:168–169古朝鲜书吏倾向于将古朝鲜语专有名词写作汉语平调字，这一事实可以说明古朝鲜语最初缺乏音位性的音调，:27《日本书纪》给出的朝鲜语专有名词上的声调标记也支持古朝鲜语只区分入声。:340–342

### 音节结构
中世朝鲜语的音节结构很复杂，声母最多允许3个辅音组成的复辅音，:131–135韵尾可以有2个，:155元音可以有3个。:161许多具有复杂结构的音节是由多个音节合并而成的。
| 源语言                        | 词义 | 前中世朝鲜语 | 构拟         | 15世纪形式   |
| ----------------------------- | ---- | ------------ | ------------ | ------------ |
| 乡歌文本:63                   | 旧时 | 舊理         | *niäri       | nyey         |
| 身体                          | 身萬 | *muma        | mwom         |              |
| 早期中世朝鲜语的朝鲜语转写:89 | 乌头 | 五得浮得     | *wotwokputuk | wotwokptwoki |
| 早期中世朝鲜语的宋朝转写:164  | 土地 | 轄希         | *holki       | holk         |
| 一天                          |      | *nacay       | nac          |              |
| 日语和朝鲜语转写的百济语      | 前   |              | *arIpIsI     | alp          |
| 日语和朝鲜语转写的百济语      | 石   |              | *tərak       | tolh         |
| 日语和朝鲜语转写的百济语      | 皮带 |              | *sItOrO      | stuy         |

中世朝鲜语具有“声调”的双音拍闭音节反映原始双音节 CVCV 形式，来自最后元音脱落，:363一些语言学家提出古韩语或其前身最初具有像日语一样的CV音节结构，所有由于元音减少而形成的簇和尾辅音。:74然而，即使在最早的朝鲜语文本中，也有强有力的证据表明辅音韵尾的存在，尤其是在“末音添记”正字法下。:364–384
中世朝鲜语复辅音被认为在古朝鲜语中并不存在，而是在12世纪之后随着中间元音的丢失而形成的。:89因此，古朝鲜语的音节结构比中世朝鲜语更简单。

### 辅音
下面给出15世纪中世朝鲜语的辅音音素，以帮助读者了解以下有关古韩文辅音的部分。这些辅音是音位性的，音值实际上不是古朝鲜语的辅音，而是它15世纪后代的辅音。
|              |        | 唇音 | 齿龈音 | 齿龈音 | 软腭音 | 声门音 |
| ------------ | ------ | ---- | ------ | ------ | ------ | ------ |
| 鼻音         | 鼻音   | m    | n      | n      | ŋ      |        |
| 塞音和塞擦音 | 普通   | p    | t      | ts     | k      |        |
| 塞音和塞擦音 | 送气   | pʰ   | tʰ     | tsʰ    | kʰ     |        |
| 浊擦音       | 浊擦音 | β    | z      | z      | ɣ      |        |
| 清擦音       | 普通   |      | s      | s      |        | h      |
| 清擦音       | 紧音   |      | s͈      | s͈      |        | h͈      |
| 流音         | 流音   |      | l~ɾ    | l~ɾ    |        |        |

19个中世朝鲜语辅音中有3个不能做声母：/ŋ/、/β/和/ɣ/。:143, 146, 150只有9个能做韵尾。韵尾送气音失去送气；韵尾/ts/和/s/合流；:153–154/β/、/ɣ/、/h/和紧音不能做韵尾。:129–130 （紧音）, 143 （/β/）, 146 （/ɣ/）/z/韵尾仅在其后跟另一个浊擦音时，且在词内部保留；否则它与/s/合并。:153–154

#### 鼻音
汉字语证据表明古朝鲜语和中世朝鲜语之间没有重大鼻音差异。:224–226
中古汉语声母*ŋ反映在汉字语中是零声母，而古朝鲜语术语的汉朝转录系统地避免使用*ŋ声母。这说明中世朝鲜语语音组合法对/ŋ/的限制似乎也适用于古朝鲜语。:74–75
《三国史记》在转录同一专有名词的同一音节时，有时会交替使用鼻音字和流音字。这表明，在某些情况下，古朝鲜语可能有一个可以使鼻音变成流音的连音规则，发生于特定环境下，也可能反之亦然。:8–9

#### 送气音
中世朝鲜语送气塞音和塞擦音是由包含/h/或软腭阻碍音的复辅音合并而成，而后者又是由于中间元音的丢失而形成的。:230–231这个过程在古朝鲜时期发生到什么阶段仍然存在争议。
中古韓語塞音有送气不送气之分。这在漢字詞中有些不规则地反映。
| 中古汉语音素e | 中古汉字语反映 | 反映的频率 | 百分比 |
| ------------- | -------------- | ---------- | ------ |
| *kʰ           | /k/            | 164        | 88.6%  |
| *kʰ           | /kʰ/           | 1          | 0.5%   |
| *kʰ           | 其他           | 20         | 10.8%  |
| *pʰ           | /pʰ/           | 34         | 52.3%  |
| *pʰ           | /p/            | 31         | 47.7%  |
| *tʰ           | /tʰ/           | 70         | 73.6%  |
| *tʰ           | /t/            | 25         | 26.4%  |
| *tsʰ          | /tsʰ/          | 81         | 76.4%  |
| *tsʰ          | /ts/           | 23         | 21.7%  |
| *tsʰ          | 其他           | 2          | 1.9%   |

基于这种对中古汉语的不同反映，朝鲜语可能首先发展了齿送气音*tsʰ和*tʰ，接着是*pʰ，最后是*kʰ。:65在汉字语系统建立时*kʰ尚未出现。:65
新罗书吏很少使用送气声母字。:6–7当他们这样做时，送气音常被替换为不送气。例如，757年的地名标准化，有时就会将送气音改为不送气音，反之亦然。:409–410这表明上古朝鲜语缺乏任何形态的送气音，:6–7或与普通塞音是自由变体。:409–410李基文和S. Roberts Ramsey又认为新罗正字法说明古朝鲜语中至少存在齿送气音的音素。:65
同时，南奉铉相信古朝鲜语有*kʰ和*tsʰ，但可能缺乏*pʰ和*tʰ，并注意到送气音的功能负载“非常低”。:56–57

#### 中世朝鲜语/h/的来源
部分中古汉语见母*k字在汉字语中反映为/h/。相反地，中古汉语匣母*ɣ~*ɦ字一般对应汉字语/h/，部分匣母字对应/k/。这可能是因为古朝鲜人错误地将相同的声母分配给共享一个声旁、但实际上声母不同的字。:63–64另一方面，这可能也暗示中世朝鲜语/h/为软腭音。朝韩学者一般构拟古朝鲜语的清软腭擦音*x，演化为中世朝鲜语/h/。:244:181
一些拼写变化表明，新罗书吏不区分中古汉语见母*k和匣母*ɣ~*ɦ，不过三宅英雄对此持怀疑态度，:11因为部分中世朝鲜语同位异形词在/h/和软腭音间交替。语言学家魏国锋认为，古韩语音素*k和*h有重叠分布，其中*x这样的音位变体由两个音位共享。:241–251亚历山大·沃文 （Alexander Vovin） 还通过内部构拟论证了早期朝鲜语语中的*k发生辅音弱化，变为中世朝鲜语/h/。:29

#### 咝音
在部分统一新罗之前的朝鲜语转写中，汉语塞擦音和擦咝音似乎可以互换。这被解释为古朝鲜语的某个阶段缺乏/ts/和/s/之间的中韩语区别。然而，乡歌始终如一地区分塞擦音和擦音，汉字语也忠实地保留了两者之间的中文区别。因此，到了8世纪，韩国人清楚地将/ts/与/s/区分开来。三宅英雄对朝鲜曾不分塞擦音和擦音的观点表示怀疑。:9–11

#### 流音
中世朝鲜语只有一个流音，介于[l]和[ɾ]之间。古朝鲜语有两个独立的流音，在古朝鲜语正字法中，第一个流音以音假字“尸”表示，上古汉语为*l̥[ə]j；第二个流音以音假字“乙”表示，上古汉语为*qrət。:66–67除了这种正字法变化之外，中古朝鲜语以/l/结尾的动词词干的声调行为也表明了流音音素之间的区别。:342–347
据亚历山大·沃文，李基文坚称“尸”表示/r/，“乙”表示/l/。沃文认为这种说法是“不可接受的”和“违反直觉的”，特别是考虑到这两个字符的重建古汉语发音，并建议“尸”表示/l/，而“乙”表示R音。:200Ramsey和南奉铉都同意沃文的假设。:342–347:57

## 语法
古朝鲜语语法格标记如下：
| 主格   | 伊/是 （-i）                           |
| 属格   | 衣/矣 （-ʌj）、 （-s）                 |
| 宾格   | 乙 （-l）                              |
| 与格   | 中、良中 （-aj/-ej，吏读为-hʌj/-ahʌj） |
| 工具格 | 留 （-ro ~ -ʌro）                      |
| 伴随格 | 果 （-wa/-ɡwa）                        |
| 呼格   | 良、也 （-a、-ja）、下 （-ha）         |
其他词缀有：
| 主题标记     | 隱 （-n ~ -nʌn ~ -ʌn） |
| 或[需要解释] | 置 （-do）             |
| 敬语         | 賜 （-si-）            |
| 卑语         | 白 （-sʌv-）           |
圆括号里的音是中世朝鲜语（中世國語, 중세국어）。ʌ表示。

## 词汇

### 数词
3个古朝鲜语数词在乡歌中得到证实：1、2、一千。均在《祷千手观音歌》中有，表示1的词也出现在《祭亡妹歌》。:73–74《处容歌》对“2”使用了一种稍微不同的形式，:73–74尽管它不太可能是真的新罗文本。:8木简数据由李升宰与2017年进行了详细分析，发现汉语借词可能指10的倍数，本土词汇用于称个位数。:188–189李升宰对木简的工作探明了1、3、4、5的新罗语形式。:407–410, 453–454, 503–505在乡歌和木简文本中，古朝鲜语数词的正字法以新罗的“训主音从”原则为标志。:285–286
下面给出古朝鲜语个位数数字，以及15世纪和现代朝鲜语的同义词。李升宰认为现代朝鲜语指牛的年龄的词和古朝鲜语形式更接近。:88–89
| 词义 | 古朝鲜语:73–74:407–410, 453–454, 503–505 | 构拟:407–410, 453–454, 503–505 | 构拟:407–410, 453–454, 503–505 | 中世朝鲜语（1世纪）:175 | 现代朝鲜语 | 现代朝鲜语称牛年龄:88–89 | 阿伊努語 | 尼夫赫語 |
| ---- | ---------------------------------------- | ------------------------------ | ------------------------------ | ----------------------- | ---------- | ------------------------ | -------- | -------- |
| 1    | 一等（乡歌数据）                         | *hədən                         | *hədən                         | hʌnáh                   | hana       | halup                    | šine     | nenŋ     |
| 1    | （木简数据）                             | *hədəp                         |                                | hʌnáh                   | hana       | halup                    | šine     | nenŋ     |
| 2    | 二尸 （祷千手观音歌）                      | *tubər                         | *twuɣul                        | tǔlh                    | tul        | itup                     | tu       | menŋ     |
| 2    | 二肹 （处容歌）                          | *tubər                         | *twuɣur:201–202                | tǔlh                    | tul        | itup                     | tu       | menŋ     |
| 3    |                                          | *sadəp                         | *sadəp                         | sə̌jh                    | set        | salup                    | re       | tjaqr    |
| 4    |                                          | *neri                          | *neri                          | nə̌jh                    | net        | nalup                    | ine      | nərŋ     |
| 5    |                                          | *tasəm                         | *tasəm                         | tasʌ́s                   | tasʌt      | tasup                    | ašikne   | *tʰorŋ   |
| 5    | *tasap                                   |                                |                                | tasʌ́s                   | tasʌt      | tasup                    | ašikne   | *tʰorŋ   |

## 与其他语言的关系
一些语言学家认为，古朝鲜语可能是现在声名狼藉的阿尔泰语系提议的一部分，尽管这种说法是有争议的，并且不被现代语言学家接受。:80另一种假设认为古朝鲜语和日本-琉球语系有关，但这种说法通常也不被接受。一个鲜为人知且过时的假设提出了与达罗毗荼语系的联系（见达罗毗荼-韩超语系假说）。

## 例文
《献花歌》是一首4句体乡歌，时代是8世纪早期，保存在《三国遗事》中。南奉铉认为这首歌因为篇幅较短、上下文语境和“训主音从”的正字法“相对容易解释”。:63–64
本词条对《献花歌》的构拟遵循南奉铉（2010），部分由Nicolas Tranter在南奉铉2012b中翻译成英语，再转为汉语。:45南奉铉的破译再现了古朝鲜语的语法，音值则直接套用中世朝鲜语。加粗的音素是表音的假字。:45
| 古朝鲜语原词 | 现代汉字语读法 | 构拟 （南奉铉 2010）                                                               |
| ------------ | --- | ---------------------------------------------------------------------------------- |
|              | ca pho am ho pyen huy cip um ho su mo wu pang kyo kyen o hil pwul ywu cham hil i sa tung hoa hil cel cil ka hen ho li um ye | ᄃᆞᆯ뵈 바희 ᄀᆞᆺᄋᆡ 잡ᄋᆞᆷ 혼 손 암쇼 놓이시고 나ᄅᆞᆯ 안디 븟그리ᄉᆞᆫ ᄃᆞᆫ 곶ᄋᆞᆯ 것거 받오림ㅅ다 |

| 罗马化 | 行间注释 | 翻译 （南奉铉 2012b，直译）                                                               |
| --- | --- | ----------------------------------------------------------------------------------------- |
| tólpoy pahuy kós-óy cap-óm [ho]-n son amsyo noh-kisi-ko na-lól anti puskuli-só-n tó-n koc-ól kesk-e pat-o-li-ms-ta | 紫色 石头 边缘-方位格 拿-限定体 [做]-名词化 手 牛-宾格 让.走-敬语-连词 我-宾格 不 被.羞耻-敬语-名词化 事实-话题 花-宾格 摘-不定词 给-目的语态-预期体-重要性-陈述语气 | 于[映山红的]紫岩旁 你使我[因为你的美丽]放跑了牛 且如果你不为我感到羞耻 我应该摘朵花送给你 |

## 脚注
1. ↑  亚历山大·沃文基于他自己据乡札文本的构拟，在1995年转而持反对态度，认为新罗语没留下现代后裔。[14]:232–233不过，2003年沃文又改了主意，他提到新罗语时说“粗略地讲，是中世和现代朝鲜语的直系祖先”。[15]:24–25
2. ↑  白桂思认为高句丽语和日语有关，和朝鲜语无关。[20]Thomas Pellard指出了白桂思理论中严重的方法论错误，包括独特的中古汉语构拟，和“可疑或不现实的语义”。[21]
3. ↑  这片木简是写给“大龙王”的，但李升宰 2017也认为这可能是片文件木简，记录的是将“大龙”的称号授给某个贵族。[9]:206
4. ↑  中世朝鲜语 kaskas“许多种”[53]:69–70
5. ↑  部分学者坚称主要层次来自比《切韵》略早的中古汉语，或来自南北朝的方言。[58]:13–15
6. 1 2 3 4 5 6 7 8  韩语耶鲁罗马字
7. ↑  在沙加尔-白一平体系中，方括号表示不能确定的辅音；例如，韵尾[t]实际上可能是/p/，两者均反映为中古汉语/t/。
8. ↑  与太同形
9. ↑  与椋同形
10. ↑  与丨同形
11. ↑  复辅音/sk/、/sp/和/st/也有[k͈]、[p͈]和[t͈]的同位异音。[12]:128
12. ↑  /h͈/只出现在hhye-“拉”一个动词词根中。[12]:130
13. ↑  罗马字是韩语耶鲁罗马字的一种变体，中世朝鲜语元音/o/和/ʌ/分别以<o>和<ó>表示，而不是<wo>和<o>。
14. ↑  在南奉铉2010年的分析中，《献花歌》现代朝鲜语的翻译是"진달래꽃（또는 철쭉꽃）이 흐드러지게 피어 붉게 뒤덮은 바위 가에 / （부인의 아름다움이 나로 하여금） 잡고 있던 손이 암소를 놓게 하시고 / 나를 안 부끄러워 하시는 것, 바로 그것이라면 / 꽃을 꺾어 반드시 바치겠습니다."[43]:74–75

### 书目
- 金芳漢. . 민음사. 1983.
- 남풍현（2000） 《吏讀硏究》, 태학사
- 박종국（1996） 《한국어 발달사》, 문지사
- 李基文（1998） 《新訂版 國語史槪說》, 태학사
- 김무림.  [國語的歷史]. Seoul: 韓國文化社. 2004. ISBN 89-5726-185-0.
- Baxter, William H.; Sagart, Laurent.  (PDF). The Baxter-Sagart reconstruction of Old Chinese, University of Michigan. September 20, 2014  [August 23, 2019]. （原始内容 (PDF)存档于2022-04-28）.
- Beckwith, Christopher I. . BRILL. 2004  [2021-08-30]. ISBN 978-90-04-13949-7. （原始内容存档于2022-04-29）.
- Bentley, John R. . Language Research. June 2000, 36 (2): 1–22  [August 19, 2019]. （原始内容存档于2022-01-27）.
- Cho, Chae-Hyung. . 어문론집（The Journal of Language & Literature） (중앙어문학회 （The Society of Chung-Ang Language & Literature）). March 2009, 40  [August 23, 2019]. （原始内容存档于2022-01-27）.:101–123
- Choe, Yeon-shik. . 목간과 문자（Wooden Documents and Inscriptions Studies） (한국목간학회 （The Korea Society for The Study of Wooden Documents）). December 2016, 17  [September 3, 2019]. （原始内容存档于2022-01-27）.:39–59
- Eom, Ik-sang. . Kim-Renaud, Young-Key  (编). . Center for the Study of Language. 1994: 405–418  [2021-08-30]. ISBN 978-1-881526-51-3. （原始内容存档于2022-01-27）.
- Handel, Zev. . BRILL. 2019  [2021-08-30]. ISBN 978-90-04-35222-3. （原始内容存档于2022-01-27）.
- Hwang, Seon-yeop. . 국어학 （Journal of Korea Linguistics） (국어학회 （The Society of Korea Linguistics）). June 2002, 39  [August 23, 2019]. （原始内容存档于2022-01-27）.:3–25
- Hwang, Seon-yeop. . 서강인문논총 (서강대학교 인문과학연구소). August 2015, 43  [August 24, 2019]. （原始内容存档于2022-01-27）.:41–85
- Hwang, Seon-yeop. . Park Young-goog  (编). . Seoul: National Hangeul Museum. 2018: 12–28. ISBN 979-11-89438-12-8.[]
- Jang, Yoon-hee. . 구결연구 （Kugyŏl Studies） (구결학회 （Society of Kugyŏl）). February 2005, 14: 123–146  [August 23, 2019]. （原始内容存档于2022-01-27）.
- Jeon, Deog-jae. . The Review of Korean Studies (한국학중앙연구원 （Academy of Korean Studies）). June 2012, 15 (1): 167–197  [2021-08-30]. doi:10.25024/review.2012.15.1.005 . （原始内容存档于2022-01-27）.
- Jung, Hyun-sook. . Keimyung Korean Studies Journal (계명대학교 한국학연구원). December 2015, 61: 37–84  [September 16, 2019]. （原始内容存档于2022-01-27）.
- Kim, Chang-seok. . Acta Koreana. June 2014, 17 (1): 193–222  [September 16, 2019]. doi:10.18399/acta.2014.17.1.008 .
- Kim, Ji-oh. . 구결학회 학술대회 발표논문집 (구결학회 （Society of Kugyŏl）). February 2019, 56  [August 22, 2019]. （原始内容存档于2022-01-27）.:113–131
- Kim, Wan-jin. . Seoul: Seoul National University Press. 1980  [2021-08-30]. ISBN 9788970960142. （原始内容存档于2022-04-08）.
- Kim, Wan-jin. . 동양학（Dongyang Hak） (단국대학교 동양학연구원). 1985, 15: 1–17.
- Kim, Young-wook. . 구결연구 （Kugyŏl Studies） (구결학회 （Society of Kugyŏl）). February 2012, 28: 33–50  [August 23, 2019]. （原始内容存档于2022-01-27）.
- Kim, Yupum. . 한국어학 （Korean Linguistics） (한국어학회 （The Association For Korean Linguistics）). February 2012, 55  [August 22, 2019]. （原始内容存档于2022-01-27）.:41–64
- Kwon, In-han. . 大東文化硏究 （Journal of Eastern Studies） (성균관대학교 대동문화연구원). 2005, 52  [September 20, 2019]. （原始内容存档于2019-09-20）.:317–345
- Kwon, In-han. . 구결연구 （Kugyŏl Studies） (구결학회 （Society of Kugyŏl）). August 2014, 33  [September 17, 2019]. （原始内容存档于2022-01-27）.:133–159
- Kwon, In-han. . 구결연구 （Kugyŏl Studies） (구결학회 （Society of Kugyŏl）). August 2016, 37: 5–38  [September 17, 2019]. （原始内容存档于2022-01-27）.
- Lee, Iksop; Ramsey, S. Robert. . Albany, New York: State University of New York Press. 2000  [2021-08-30]. ISBN 978-0-7914-9130-0. （原始内容存档于2022-04-21）.
- Lee, Ki-Moon; Ramsey, S. Robert. . Cambridge, United Kingdom: Cambridge University Press. 2011  [2021-08-30]. ISBN 978-1-139-49448-9. （原始内容存档于2022-04-19）.
- Lee, Peter H. . Lee, Peter H.  (编). . Cambridge, United Kingdom: Cambridge University Press. December 18, 2003  [2021-08-30]. ISBN 978-1-139-44086-8. （原始内容存档于2022-01-27）.:66–87
- Lee, Seungjae. . 학문연구의 동향과 쟁점 (National Academy of Sciences, Republic of Korea). January 2015, 4.:39–71
- Lee, Seungjae. . Seoul: Ilchogak. September 25, 2017  [2021-08-30]. ISBN 978-89-337-0736-4. （原始内容存档于2022-04-06）.
- Lee, Yong. . 구결연구 （Kugyŏl Studies） (구결학회 （Society of Kugyŏl）). February 2015, 34  [2021-08-30]. （原始内容存档于2022-01-27）.:65–81
- Lim, Kyounghwa. . 국어학 （Journal of Korea Linguistics） (국어학회 （The Society of Korea Linguistics）). April 2008, 51  [August 24, 2019]. （原始内容存档于2022-01-27）.:365–384
- Martin, Samuel E. . Honolulu, Hawaiʻi: University of Hawaiʻi Press. 1996  [2021-08-30]. ISBN 978-0-8248-1809-8. （原始内容存档于2022-01-27）.
- Miller, Roy Andrew. . Ural-Altaische Jahrbücher. 1979, 51.:1–54
- Miller, Roy Andrew. . Asian & Pacific Quarterly. 1987, 19.:1–18
- Miyake, Marc Hideo. . Park, Byung-Soo; Yoon, James Hye Suk  (编). . Seoul: International Circle of Korean Linguistics. 1998  [2021-08-30]. ISBN 978-89-7735-506-4. （原始内容存档于2022-01-27）.:346–355
- Marc, Miyake. . Permanent International Altaistic Conference. Lanaken, Belgium. 2000  [2021-08-30]. （原始内容存档于2022-01-27）.:1–18
- Nam, Pung-hyun. . 한국민족문화대백과사전 （Encyclopedia of Korean Culture）. 1995  [September 2, 2019]. （原始内容存档于2022-01-27）.
- Nam, Pung-hyun. . 구결연구 （Kugyŏl Studies） (구결학회 （Society of Kugyŏl）). August 2003, 11  [August 18, 2019]. （原始内容存档于2022-01-27）.:1–22
- Nam, Pung-hyun. . 구결연구 （Kugyŏl Studies） (구결학회 （Society of Kugyŏl）). February 2010, 24  [August 21, 2019]. （原始内容存档于2022-01-27）.:63–75
- Nam, Pung-hyun. . 구결연구 （Kugyŏl Studies） (구결학회 （Society of Kugyŏl）). February 2012, 28  [August 22, 2019]. （原始内容存档于2022-01-27）.:5–32
- Nam, Pung-hyun. . Tranter, Nicolas  (编). . Routledge. May 17, 2012  [2021-08-30]. ISBN 978-0-415-46287-7. （原始内容存档于2022-05-01）.:41–73
- Nam, Pung-hyun. . 구결연구 （Kugyŏl Studies） (구결학회 （Society of Kugyŏl）). February 2013, 30  [September 17, 2019]. （原始内容存档于2022-01-27）.:53–79
- Nam, Pung-hyun. . 진단학보 （The Chin-Tan Hakpo） (진단학회 （The Chin-Tan Society）). June 2018, 130  [August 23, 2019]. doi:10.31735/CTH.2018.06.130.1. （原始内容存档于2022-03-01）.:1–26
- Nam, Pung-hyun. . 구결연구 （Kugyŏl Studies） (구결학회 （Society of Kugyŏl）). February 2019, 42  [August 22, 2019]. （原始内容存档于2022-01-27）.:33–49
- . The LINGUIST List. March 11, 2016  [August 19, 2019]. （原始内容存档于2022-01-27）.
- O'Rourke, Kevin. . Iowa City, Iowa: Iowa University Press. 2006  [2021-08-30]. ISBN 978-1-58729-510-2. （原始内容存档于2022-01-27）.
- Park, Chang-won. . Paju, Gyeonggido: Taehaksa. 2002  [2021-08-30]. ISBN 978-89-7626-764-1. （原始内容存档于2022-04-23）.
- Park, Dong-Gyu. . Jeonju, Jeollabukdo: Jeonju University Press. 1995  [2021-08-30]. ISBN 978-89-85644-04-4. （原始内容存档于2022-04-23）.
- Park, Jae-Min. . 한국시가연구 （Korean Classical Poetry Studies） (한국시가학회 （Korean Classical Poetry Association）). 2018, 45: 49–113  [2021-08-30]. doi:10.32428/poetry.45..201812.49 . （原始内容存档于2022-01-27）.
- Park, Yongsik. . 구결연구 （Kugyŏl Studies） (구결학회 （Society of Kugyŏl）). February 2005, 14  [August 23, 2019]. （原始内容存档于2022-01-27）.:173–195
- Pellard, Thomas. . Korean Studies (University of Hawaiʻi Press). 2005, 29: 167–170. doi:10.1353/ks.2006.0008 .
- Qian, Youyong. . Routledge. 2018  [2021-08-30]. ISBN 978-1-138-24164-0. （原始内容存档于2022-04-22）.
- Ramsey, S. Robert. . Boltz, William G.; Shapiro, Michael C.  (编). . John Benjamins Publishing. January 1, 1991  [2021-08-30]. ISBN 978-90-272-3574-9. （原始内容存档于2022-05-23）.:215–239
- Ramsey, S. Robert. . Japanese Language and Literature (American Association of Teachers of Japanese). October 2004, 38 (2). JSTOR 4141294. doi:10.2307/4141294.:339–350
- Seth, Michael J. . Lanham, Maryland: Rowman & Littlefield Publishers. 2011  [2021-08-30]. ISBN 978-0-7425-6715-3. （原始内容存档于2016-01-01）.
- Shin, Joong-jin. . 구결연구 （Kugyŏl Studies） (구결학회 （Society of Kugyŏl）). August 1998, 4  [August 23, 2019]. （原始内容存档于2022-01-27）.:85–114
- Sohn, Ho-min. . Cambridge Language Surveys. Cambridge, United Kingdom: Cambridge University Press. 2001  [2021-08-30]. ISBN 978-0-521-36943-5. （原始内容存档于2022-04-10）.
- Sohn, Ho-min. . Brown, Lucien; Yeon, Jaehoon  (编). . John Wiley & Sons. 2015: 439–459  [2021-08-30]. ISBN 978-1-119-01687-8. （原始内容存档于2022-05-07）.
- Suh, Jong-hak. . 구결연구 （Kugyŏl Studies） (구결학회 （Society of Kugyŏl）). August 2011, 27  [August 23, 2019]. （原始内容存档于2022-01-27）.:27–56
- Sung, Ho-kyung. . 국어국문학 （Korean Language and Literature） (국어국문학회 （Society of Korean Language and Literature）). September 2006, 143  [September 1, 2019]. （原始内容存档于2022-01-27）.:273–304
- Vovin, Alexander. . Diachronica. 1995, 12 (2)  [August 18, 2019]. doi:10.1075/dia.12.2.04vov. （原始内容存档于2022-01-27）.:223–236
- Vovin, Alexander. . RoutledgeCurzon. 2002. ISBN 978-0-7007-1716-3.
- Vovin, Alexander.  (PDF). Journal of Inner and East Asian Studies. 2005, 2 (2)  [August 19, 2019]. （原始内容 (PDF)存档于2009-02-26）.:108–140
- Vovin, Alexander. . Hawaiʻi Studies on Korea. Honolulu, Hawaiʻi: University of Hawaiʻi Press. 2010  [2021-08-30]. ISBN 978-0-8248-3278-0. （原始内容存档于2020-08-23）.
- Vovin, Alexander. . Sohn, Sung-Ock; Cho, Sungdai; You, Seok-Hoon  (编). . Seoul: Korea University Press. October 2013: 200–206  [2021-08-30]. ISBN 978-89-7641-830-2. （原始内容存档于2022-01-27）.
- Vovin, Alexander. . Türk Dilleri Araştırmaları (Istanbul, Turkey). 2015, 25 (2)  [September 22, 2019]. （原始内容存档于2022-05-14）.:229–238
- Wei, Guofeng. . 국어학 （Journal of Korea Linguistics） (국어학회 （The Society of Korea Linguistics）). February 2014, 66  [August 23, 2019]. （原始内容存档于2022-01-27）.:165–196
- Wei, Guofeng. . 구결연구 （Kugyŏl Studies） (구결학회 （Society of Kugyŏl）). February 2014, 32  [August 23, 2019]. （原始内容存档于2022-01-27）.:49–79
- Wei, Guofeng. . Paju, Gyeonggido: Taehaksa. November 24, 2017  [2021-08-30]. ISBN 978-89-5966-933-2. （原始内容存档于2022-05-11）.
- Whitman, John B.  (PDF). Scripta (The Hunmin jeongeum Society). September 2011, 3  [September 17, 2019]. S2CID 14896348. （原始内容 (PDF)存档于2019-02-25）.:95–121
- Whitman, John B.  (PDF). Whitman, John B.; Cinato, Franck  (编). . Histoire Epistémologie Langage 36. Paris: Laboratoire Histoire des Théories Linguistiques （Université Paris Diderot）. 2014  [2021-08-30]. （原始内容 (PDF)存档于2020-08-06）.:1–21
- Whitman, John B. . Brown, Lucien; Yeon, Jaehoon  (编). . John Wiley & Sons. 2015: 421–439  [2021-08-30]. ISBN 978-1-119-01687-8. （原始内容存档于2022-05-07）.
- Yang, Hee-cheol. . 언어학연구 （Studies in Linguistics） (한국중원언어학회 （The Joongwon Linguistic Society of Korea）). July 2016, 40  [August 23, 2019]. doi:10.17002/sil..40.201607.113. （原始内容存档于2022-01-27）.:113–139
- Yoon, Seon-tae. . 신라사학보 (신라사학회 （Society for the Studies of Silla History）). December 2016, 38  [September 16, 2019]. （原始内容存档于2022-01-27）.:387–421